# Однопозофф, Адольфо
Адольфо Однопозофф (нем. Adolfo Odnoposoff; 22 февраля 1917 года, Буэнос-Айрес — 13 марта 1992 года, Дентон, Техас) — латиноамериканский виолончелист. Брат скрипача Рикардо Однопозоффа.
Родился и провёл детство в Аргентине, в семье еврейских эмигрантов из Российской империи. На рубеже 1920—1930-х годов вслед за старшим братом отправился в Берлин, где учился у Эмануэля Фейермана и Пауля Грюммера, а в 1932 (?) году перебрался в Париж, где занимался у Дирана Алексаняна.
В дальнейшем жизнь Однопозоффа-младшего была преимущественно связана с Латинской Америкой. В 1938—1941 годах он играл первую виолончель в оркестре Лимы, в 1940—1944 годах выступал в составе Чилийского квартета, в 1944—1958 годах был концертмейстером виолончелей в оркестре Гаваны, в 1958—1961 годах — в оркестре Мехико, затем там же преподавал в консерватории. C 1964 года по приглашению Пабло Казальса Однопозофф преподавал в консерватории Пуэрто-Рико, а с 1975 года был профессором University of North Texas College of Music.
Однопозофф был известен как пропагандист латиноамериканской музыки: и в многочисленных выступлениях в разных странах Латинской Америки, и в ходе североамериканских (дебют в Нью-Йорке в 1946 года) и европейских гастролей он исполнял сочинения Эйтора Вилла-Лобоса, Альберто Хинастеры, Бласа Галиндо Димаса, Родольфо Альфтера и других. Аккомпанировала Однопозоффу его жена, Берта Губерман-Однопозофф (1925—2019), родственница Бронислава Губермана и ученица Хоакина Нина; выступал он и в ансамбле с братом, а в 1986 году все трое дали совместное прощальное выступление, исполнив Тройной концерт Людвига ван Бетховена с Национальным симфоническим оркестром Гватемалы.